# Станко Млакар (стадіон)
Стадіон Станко Млакар (словен. Stadion Stanka Mlakarja), розташований у спортивному центрі Крань (словен. Športni center Kranj) — багатоцільовий стадіон у Крані, Словенія. Здебільшого використовується для проведення футбольних матчів і приймає домашні матчі «Триглав Крань» у словенській Другій лізі. У 2009 році стадіон реконструювали: збудували нову трибуну та збільшили кількість місць до 2060.

## Міжнародні матчі
| Дата           | Змагання    | Суперник  | Результат | Відвідуваність |
| -------------- | ----------- | --------- | --------- | -------------- |
| 13 жовтня 1993 | товариський | Македонія | 1–4       | 3000           |